# Lugar-Tenente d'El-Rei
O Lugar-Tenente d'El-Rei, após a Implantação da República Portuguesa e o exílio da família real, era designado pelo chefe da Casa Real como seu representante junto das forças monárquicas e das instituições da República Portuguesa. Ao Lugar-Tenente cabia ainda, originalmente, liderar a Causa Monárquica, cujos dirigentes nacionais eram por si nomeados.

## Galeria

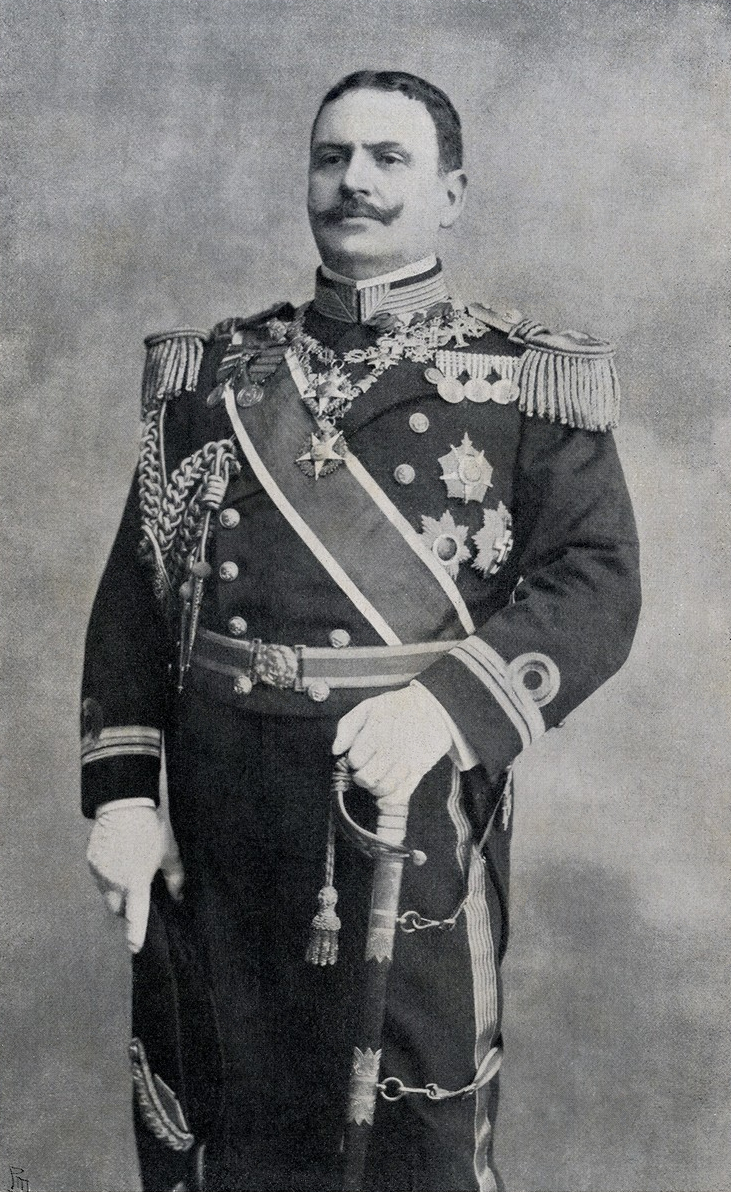
João de Azevedo Coutinho1913–1916
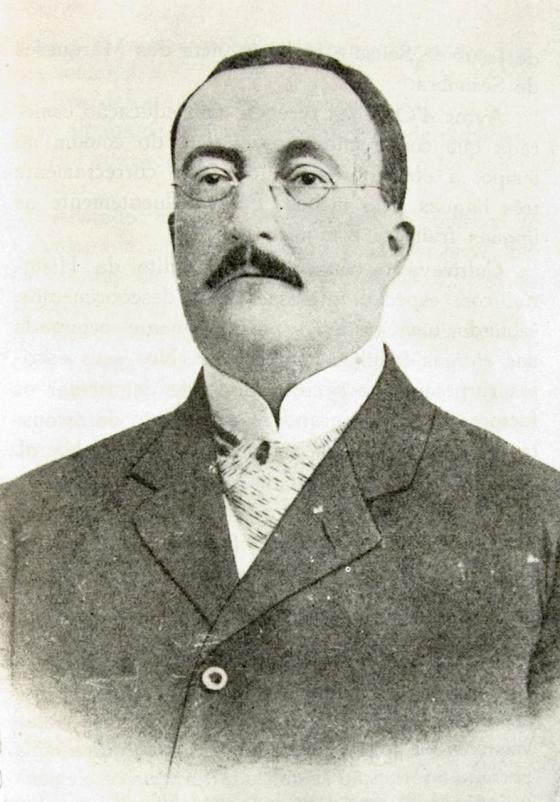
Aires de Ornelas1916–1930
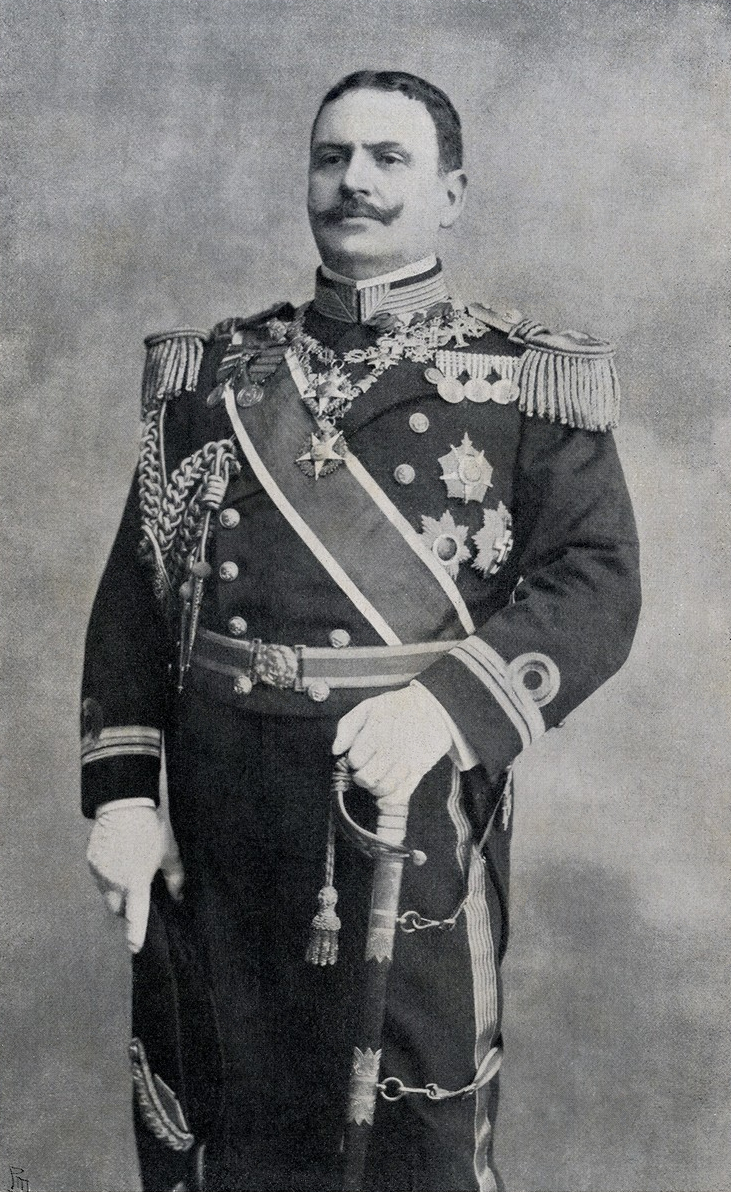
João de Azevedo Coutinho1930–1932, 1932–1944
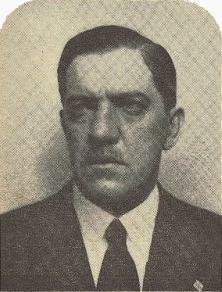
Domingos Fezas Vital1946–1953
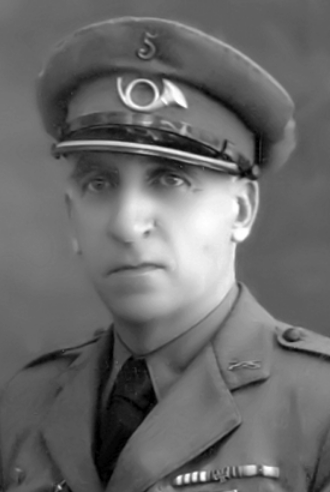
José Esquível1953
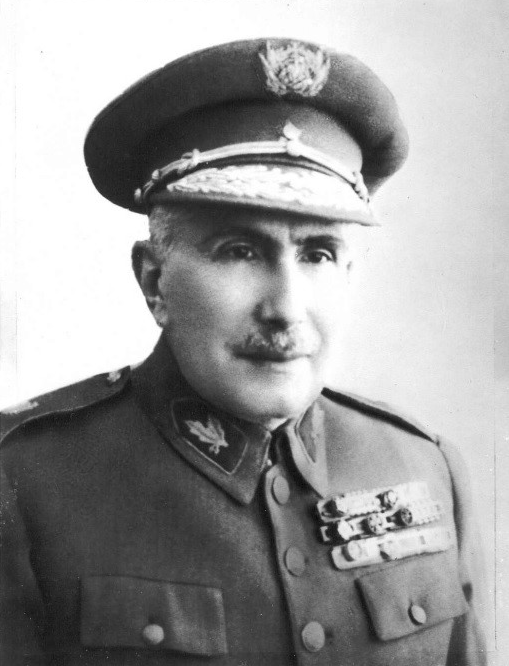
Aníbal César Valdez de Passos e Sousa1953–1954
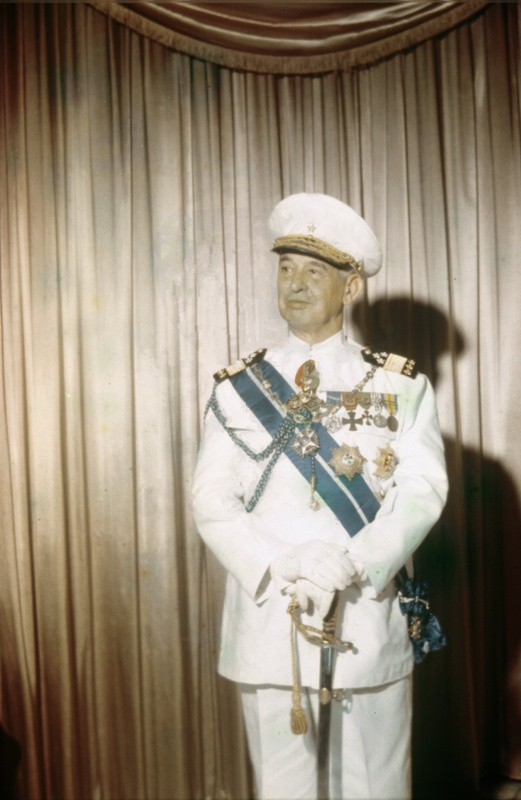
Paulo Bénard Guedes1959–1960
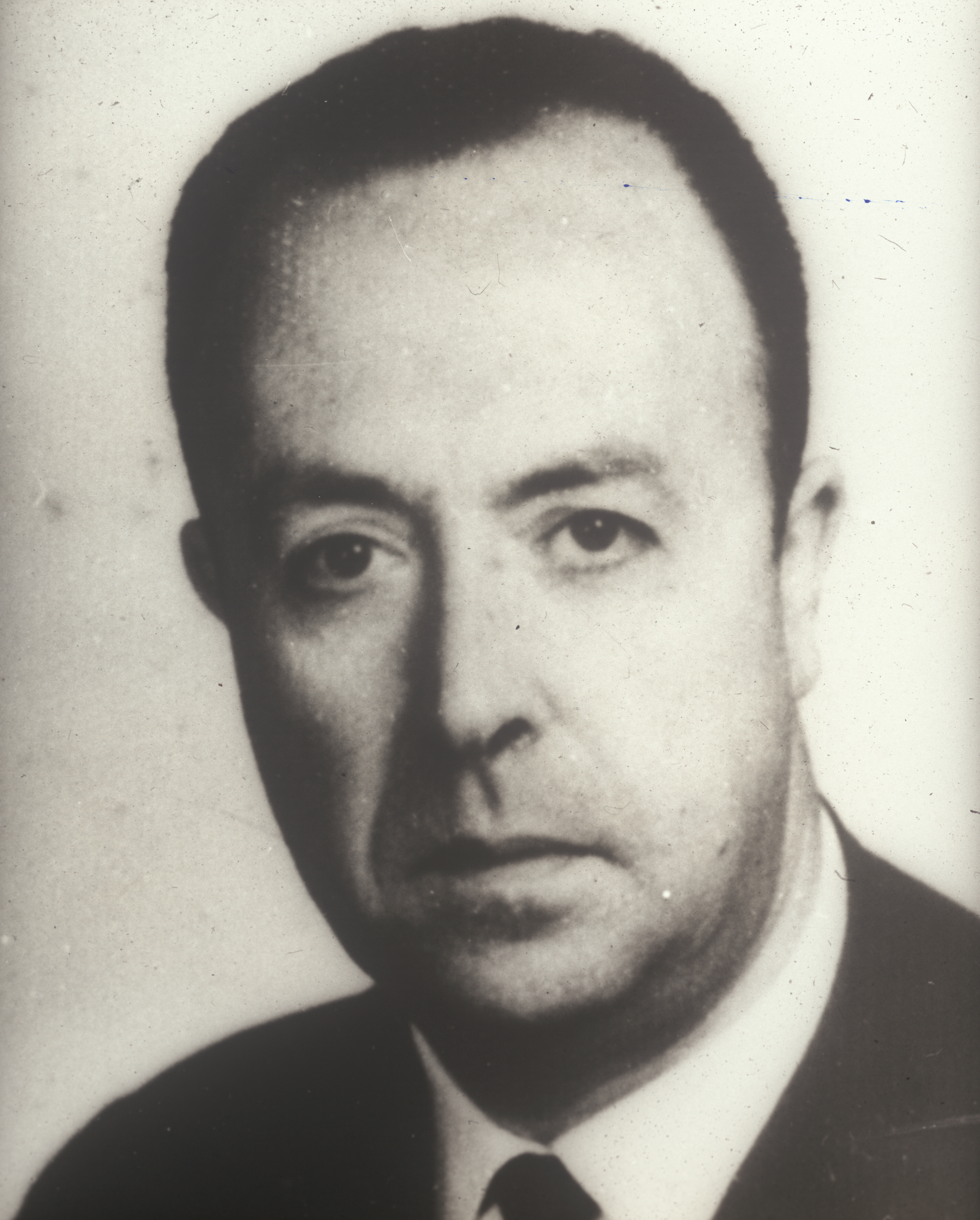
Guilherme Braga da Cruzinterino, 1963–1965
António de Sèves1966–1970[1]